# Jean-François Melon

Essai politique sur le commerce, 1736.

Jean-François Melon de Pradou (1675 à Tulle  ~  24 janvier 1738 à Paris) est un économiste français considéré comme étant un précurseur du mouvement physiocratique.

## Biographie
Melon fut successivement le secrétaire particulier de John Law et celui du Régent dont il critique le système par conviction mercantiliste. Il fait l'apologie du luxe, ce qui lui vaut l'approbation de Voltaire. 
Issu d'une famille de robe, il se destine au barreau et s'établit à Bordeaux en qualité d'avocat. S'étant lié avec des savants et des hommes de lettres, il change d'orientation et ne s'occupe plus que de littérature et de questions économiques. Il fonde en 1715 une petite académie dont l'une de ses connaissances, le duc de La Force se déclare protecteur, et dont il est le secrétaire perpétuel. Mais deux ou trois ans après, ce même duc de La Force, qui fait partie du Conseil des finances institué après la mort de Louis XIV tente de le convaincre de rejoindre Paris. Lorsque ce conseil cesse d'exister, Melon passe dans les bureaux du Contrôleur Général d'Argenson, qui le nomme plus tard inspecteur général des fermes à Bordeaux ; mais il quitte ce poste pour venir travailler à Paris sous les ordres de l'abbé Dubois, ministre des affaires étrangères, puis il résigne ses fonctions nouvelles, et devient le secrétaire de Law, jusqu'à la faillite du système en 1720. Alors Melon passe en la même qualité au service du régent, et y demeure jusqu'à la mort de ce dernier, époque à laquelle il revient à la vie privée. Il ne paraît pas que Melon ait rien écrit jusque-là : son premier ouvrage est une histoire allégorique de la régence, qui offre peu d'intérêt. 

## L’Essai politique sur le commerce(1734)

### Théories économiques
Cinq ans après, en 1734, il publie son Essai Politique sur le Commerce, qui obtient un véritable succès et consacre sa réputation. Jean-François Melon réaffirme le bien-fondé de l'application de la théorie Mercantile, de la préférence nationale, du recours aux tarifs douaniers compensateurs, protecteurs et rémunérateurs, et les bienfaits d'une législation économique pour éviter les abus et protéger les consommateurs, clients et employés. Il n'est aucunement le premier théoricien mercantile comme certains historiens ignorants ont pu l'affirmer. Plusieurs rois de France exprimèrent dans leurs édits au XVIe siècle des principes mercantilistes, et l'un des premiers auteurs en la matière a été Montchrestien, dans son Traité de l’économie politique, de 1615. Montchrestien mettait en lumière l’importance pour un pays de disposer d'une production industrielle, exposait comment le gouvernement devait tout mettre en œuvre pour la développer et se prononçait pour un système douanier protecteur qui défendrait les intérêts français. Jean-François Melon n'a pas été un économiste pour lequel la conception marxiste de « classe » avait un sens. 
Jean-François Melon s'est aussi intéressé dans cet ouvrage de 1734 à la dette publique. Lorsque l'endettement se réalise auprès de prêteurs Français, Jean-François Melon considère que le pays se prête à lui-même, ce qui provoque un transfert non pas d'une génération à l'autre, mais d'un groupe social à l'autre : les contribuables subissent en effet le poids de la dette, alors que les rentiers, qui détiennent cette dette, en bénéficient.
Il précise également sa conception de l'économie politique dans cet ouvrage : il s'agit d'augmenter la puissance de la France face à ses rivaux étrangers, et de ce fait, d'améliorer le bien-être et la prospérité du peuple français.

### Défense de l'esclavagisme
Melon a écrit un chapitre sur l'esclavage, dans lequel il se demande si le remplacement de la domesticité par l'esclavage ne serait pas une mesure à prendre dans l'intérêt du travail, des bonnes mœurs et de l'État. 

### Des positions conservatrices
Dans sa fable des 3 îles (chapitre 1), Melon défend aussi la conquête de deux îles par la troisième, qui augmenterait sa production et sa population. Dans le second chapitre il soutient que la tranquillité s'obtient donc par la puissance. Dans le 3e chapitre il s'en prend aux mendiants dont le vol est le métier, selon lui, et trouve que la loi est bien trop tolérante à leur endroit. Il défend la politique coloniale de l'Angleterre. Il estime également que le commerce avec les colonies dédommagent la nation anglaise pour la perte de ses habitants. "Défricher de nouvelles terres, c'est conquérir de nouveaux pays sans faire de malheureux" (chapitre 4 sur les colonies). « Les colonies sont nécessaires à la nation, et les esclaves sont nécessaires aux colonies » (Chapitre 5 sur l'esclavage). Comme les esclaves sont nombreux, les punitions doivent être sévères, pour éviter la révolte. Le Code noir est présenté comme ayant été conçu en faveur des « nègres », et Melon entreprend aussi de démontrer dans ce chapitre la supériorité de l’esclavage sur la domesticité, au regard de l’intérêt des maîtres.
Melon défend l’existence de compagnies « exclusives » c’est-à-dire en situation de monopole, dans deux cas : pour encourager les entrepreneurs (ainsi « nos colonies américaines ») ou quand la concurrence est trop forte (ainsi la traite des nègres) (chap6).
« Selon le progrès des arts, les hommes ont d’abord travaillé la terre à bras, et ensuite avec des instruments, dont ils ont tiré d’abord de légers secours que l’expérience ont rendu successivement plus grands. Ce progrès d’industrie n’a pas de bornes ; il est à présumer qu’il augmentera toujours, et que toujours il se présentera des besoins nouveaux, sur lesquels une industrie nouvelle pourra s’exercer ». Melon est favorable à l’impôt sur la consommation, car facile à lever et valant également pour tous (Chap. 8 De l’industrie).
Le luxe est pour Melon une affaire relative, car chacun le voit chez celui qui est immédiatement au-dessus de lui : le paysan chez le bourgeois de son village, celui-ci chez le bourgeois de la ville ; constatons aussi que ce qui était luxe pour nos pères est devenu « commun ». Le luxe en effet est surtout l’oeuvre des colonies : sucre, soie, tabac, café ; « le luxe est en quelque sorte destructeur de la paresse et de l’oisiveté », tant du côté de celui qui les a et veut les conserver que de celui qui ne les a pas et veut les avoir ; de là l’importance d’ « une bonne police [qui] les fait jouir chacun tranquillement du fruit de son labeur » ; par ailleurs « le terme luxe est un vain nom, qu’il faut bannir de toutes les opérations de police et de commerce, parce qu’il ne porte que des idées vagues, confuses, fausses, dont l’abus peut arrêter l’industrie même dans sa source » ; « l’austère Lacédémone n’a été ni plus conquérante, ni mieux gouvernée, ni n’a produit de plus grands hommes que la voluptueuse Athènes » (Chap9 sur le luxe).

## Œuvres
- Mahmoud le Gasnévide, 1729
- Essai politique sur le commerce, 1734